# M-1 (míssil)

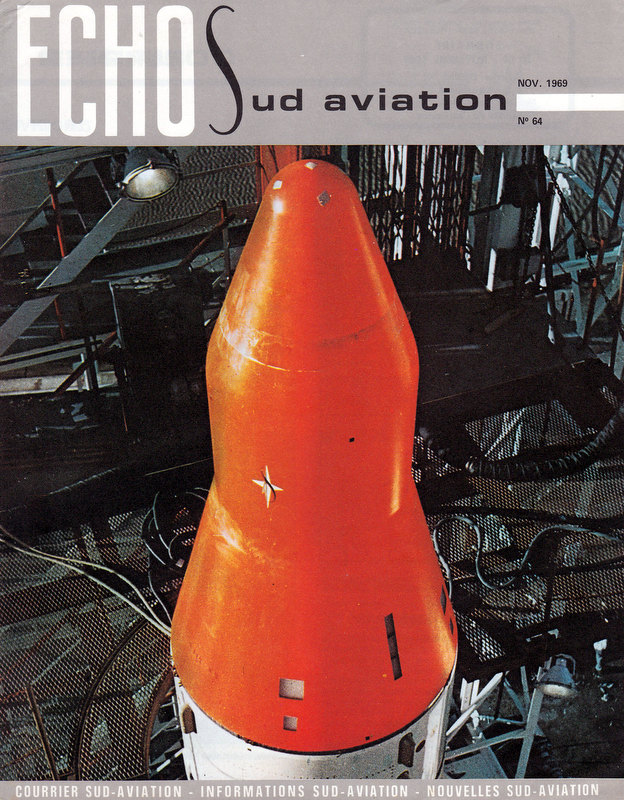
Protótipo de um míssil M-1 em 1969.

M-1 foi uma linha de mísseis da França com dois estágios com as seguintes características:
- Lançamento de massa: 20 000 kg
- Diâmetro: 1,49 m
- Comprimento: 10,67 m
- Envergadura: 1,49 m
- Massa da ogiva: 1 360 kg
- Alcance máximo: 3 000 km